# Cratere Oebalus
Oebalus è un cratere sulla superficie di Dione.